# Ślepy detektyw
Ślepy detektyw (oryg. 盲探 / Maang taam) – hongkońsko-chińska kryminalna komedia romantyczna z 2013 roku w reżyserii Johnniego To. Premiera odbyła się 19 maja 2013 roku.
Film oraz jego obsada otrzymali cztery nominacje i dwie nagrody.

## Fabuła
Policjant mający przejść na wcześniejszą emeryturę staje się świadkiem napadu na bank. Wraz z partnerującą mu inspektorką planuje zająć się tą sprawą.

## Obsada
- Andy Lau – See-tun Chong, Johnston
- Sammi Cheng – Ka Tung Ho
- Gao Yuanyuan – Tingting
- Lam Suet
- Guo Tao – Fat-bo Szeto
- Lo Hoi-pang
- Ying-Ying Yiu
- Philip Keung
- Patrick Keung
- Man-wai Wong
- Yi Zi[3]